# Nowe Miasteczko (gmina)
Pour les articles homonymes, voir Nowe Miasteczko.
Nowe Miasteczko est une gmina urbaine-rurale (gmina miejsko-wiejska) ou mixte de la powiat de Nowa Sól, dans la Voïvodie de Lubusz, dans l'ouest de la Pologne.
Son siège administratif (chef-lieu) est la ville de Nowe Miasteczko, qui se situe environ 13 kilomètres au sud de Nowa Sól (siège de la powiat) et 33 kilomètres au sud-est de Zielona Góra (siège de la diétine régionale).
La gmina couvre une superficie de 77,18 kilomètres carrés pour une population de 5 512 habitants en 2006 avec une population pour la ville de Nowe Miasteczko de 2 828 habitants et pour la partie rurale de 2 684 habitants.

## Histoire
De 1975 à 1998, la gmina est attachée administrativement à la voïvodie de Zielona Góra.

Depuis 1999, elle fait partie de la voïvodie de Lubusz.

## Géographie
Outre la ville de Nowe Miasteczko, la gmina inclut les villages et localités de :

Plan de la gmina

- Borów Polski
- Borów Wielki
- Gołaszyn
- Konin
- Miłaków
- Nieciecz
- Popęszyce
- Rejów
- Szyba
- Żuków

### Gminy voisines
La gmina de Nowe Miasteczko est voisine des gminy suivantes :
- Bytom Odrzański
- Kożuchów
- Niegosławice
- Nowa Sól
- Szprotawa

## Structure du terrain
D'après les données de 2006, la superficie de la commune de Nowe Miasteczko est de 77,18 kilomètres carrés, répartis comme telle :
- terres agricoles : 71%
- forêts : 18%

La commune représente 10,02% de la superficie du powiat.

## Démographie
Données du 30 juin 2004:
| Description        | Total  | Total | Femmes | Femmes | Hommes | Hommes |
| ------------------ | ------ | ----- | ------ | ------ | ------ | ------ |
| Unité              | Nombre | %     | Nombre | %      | Nombre | %      |
| Population         | 5487   | 100   | 2 752  | 50,2   | 2 735  | 49,8   |
| Densité (hab./km²) | 71,1   | 71,1  | 35,7   | 35,7   | 35,4   | 35,4   |